# Kunstskøjteløb under vinter-OL 2010 - Single herrer
Single kunstskøjteløb for herrer under Vinter-OL 2010 blev afholdt 18. februar 2010 i Pacific Coliseum i Vancouver, Canada.

## Resultat
| Plac. | Navn                 | Nation     | Points i alt | Kort program | Frit program |
| ----- | -------------------- | ---------- | ------------ | ------------ | ------------ |
| 1     | Evan Lysacek         | USA        | 257.67       | 90.30        | 167.37       |
| 2     | Evgeni Plushenko     | Rusland    | 256.36       | 90.85        | 165.51       |
| 3     | Daisuke Takahashi    | Japan      | 247.23       | 90.25        | 156.98       |
| 4     | Stéphane Lambiel     | Schweiz    | 246.72       | 84.63        | 162.09       |
| 5     | Patrick Chan         | Canada     | 241.42       | 81.12        | 160.30       |
| 6     | Johnny Weir          | USA        | 238.87       | 82.10        | 156.77       |
| 7     | Nobunari Oda         | Japan      | 238.54       | 84.85        | 153.69       |
| 8     | Takahiko Kozuka      | Japan      | 231.19       | 79.59        | 151.60       |
| 9     | Jeremy Abbott        | USA        | 218.96       | 69.40        | 149.56       |
| 10    | Michal Březina       | Tjekkiet   | 216.73       | 78.80        | 137.93       |
| 11    | Denis Ten            | Kasakhstan | 211.25       | 76.24        | 135.01       |
| 12    | Florent Amodio       | Frankrig   | 210.30       | 75.35        | 134.95       |
| 13    | Artem Borodulin      | Rusland    | 210.16       | 72.24        | 137.92       |
| 14    | Javier Fernández     | Spanien    | 206.68       | 68.69        | 137.99       |
| 15    | Adrian Schultheiss   | Sverige    | 200.44       | 63.13        | 137.31       |
| 16    | Brian Joubert        | Frankrig   | 200.22       | 68.00        | 132.22       |
| 17    | Kevin Van Der Perren | Belgien    | 189.84       | 72.90        | 116.94       |
| 18    | Samuel Contesti      | Italien    | 187.50       | 70.60        | 116.90       |
| 19    | Tomáš Verner         | Tjekkiet   | 184.74       | 65.32        | 119.42       |
| 20    | Paolo Bacchini       | Italien    | 177.21       | 64.42        | 112.79       |
| 21    | Viktor Pfeifer       | Østrig     | 175.93       | 60.88        | 115.05       |
| 22    | Stefan Lindemann     | Tyskland   | 171.98       | 68.50        | 103.48       |
| 23    | Vaughn Chipeur       | Canada     | 170.92       | 57.22        | 113.70       |
| 24    | Anton Kovalevski     | Ukraine    | 165.90       | 63.81        | 102.09       |